# Hóhojsza
A hóhojsza (Pagodroma nivea) a madarak (Aves) osztályának a viharmadár-alakúak (Procellariiformes) rendjébe, ezen belül a viharmadárfélék (Procellariidae) családjába tartozó Pagodroma madárnem egyetlen faja.

## Rendszertani besorolása
A viharmadárféléken belül a monotipikus hóhojsza és a szintén monotipikus rokonai, a galambhojsza (Daption capense) és az antarktiszi hojsza (Thalassoica antarctica), valamint a nagytestű sirályhojszák (Fulmarus) és óriáshojszák (Macronectes) közös csoportba, azaz alcsaládi vagy nemzetségi szintre gyűjthetők össze.

## Előfordulása
Az Antarktisz, Argentína, a Bouvet-sziget, Chile, a Falkland-szigetek, valamint a Déli-Georgia és Déli-Sandwich-szigetek területén honos.
Mivel hatalmas előfordulási területtel rendelkezik, továbbá becslések szerint 4 millió felnőtt példány van belőle a Természetvédelmi Világszövetség (IUCN) a hóhojszát nem fenyegetett fajként tartja számon.

## Alfajai
- Pagodroma nivea confusa (Mathews, 1912)[4] - a Déli-Sandwich-szigeteken és a Géologie-szigetcsoporton költ.[5]
- Pagodroma nivea nivea (G. Forster, 1777) - az Antarktiszi-félszigeten, a Déli-Georgia-szigeteken és a Scotia-szigetcsoporton költ.[5]

## Megjelenése
Testhossza 36–41 centiméter, szárnyfesztávolsága 76–79 centiméter. Teljesen fehér tollazata és kampós, fekete csőre, valamint szénfekete szeme van. A lábai kékesszürkék. Repüléskor többet ver szárnyaival, mint rokonai. A madárnak a viharmadár-alakúakra jellemző felső csőrkáváján egyenes, cső alakú, szarunemű nyúlványt visel. Zúzógyomrában olajat termel, melyet védekezésre (köpködés által) vagy a fióka táplálásakor használ fel; ha hosszabb vándorutat tesz meg, anélkül, hogy táplálkozzon, akkor ebből az olajból él. Az orrlyukai fölött sómirigyek találhatók, melyekkel a hóhojsza kivonja a sós óceán vízéből a fölös sót. Olykor magas sótartalmú nyálkát spriccel ki.
|  |

## Életmódja
Halakkal, fejlábúakkal, puhatestűekkel és krillekkel táplálkozik, de dögöket is fogyaszt. A jéghatárt ritkán hagyja el. Gyakran megfigyelhetők, amint a jéghegyeken csoportosan pihennek. Feltételezések szerint a vadonban, körülbelül 20 évig él.

## Szaporodása
Fészkét sziklák közé rakja. Kolóniákban költ; akár a vizek közelében, vagy beljebb a szárazföldön. Néhány madár az egész évet a költőterületeken tölti, többségük azonban szétszóródik. Főleg szeptember közepétől kora novemberig érkeznek a költőkolóniákba. A fészek egy mélyedésből áll, melyet kavicsokkal bélelnek ki. A tojó késő november és december közepe között, egy fehér tojást tojik. 41-49 napig kotlik a tojáson. A fióka 7 hetesen, azaz késő február és május közepe között tollakat növeszt.

## Képek

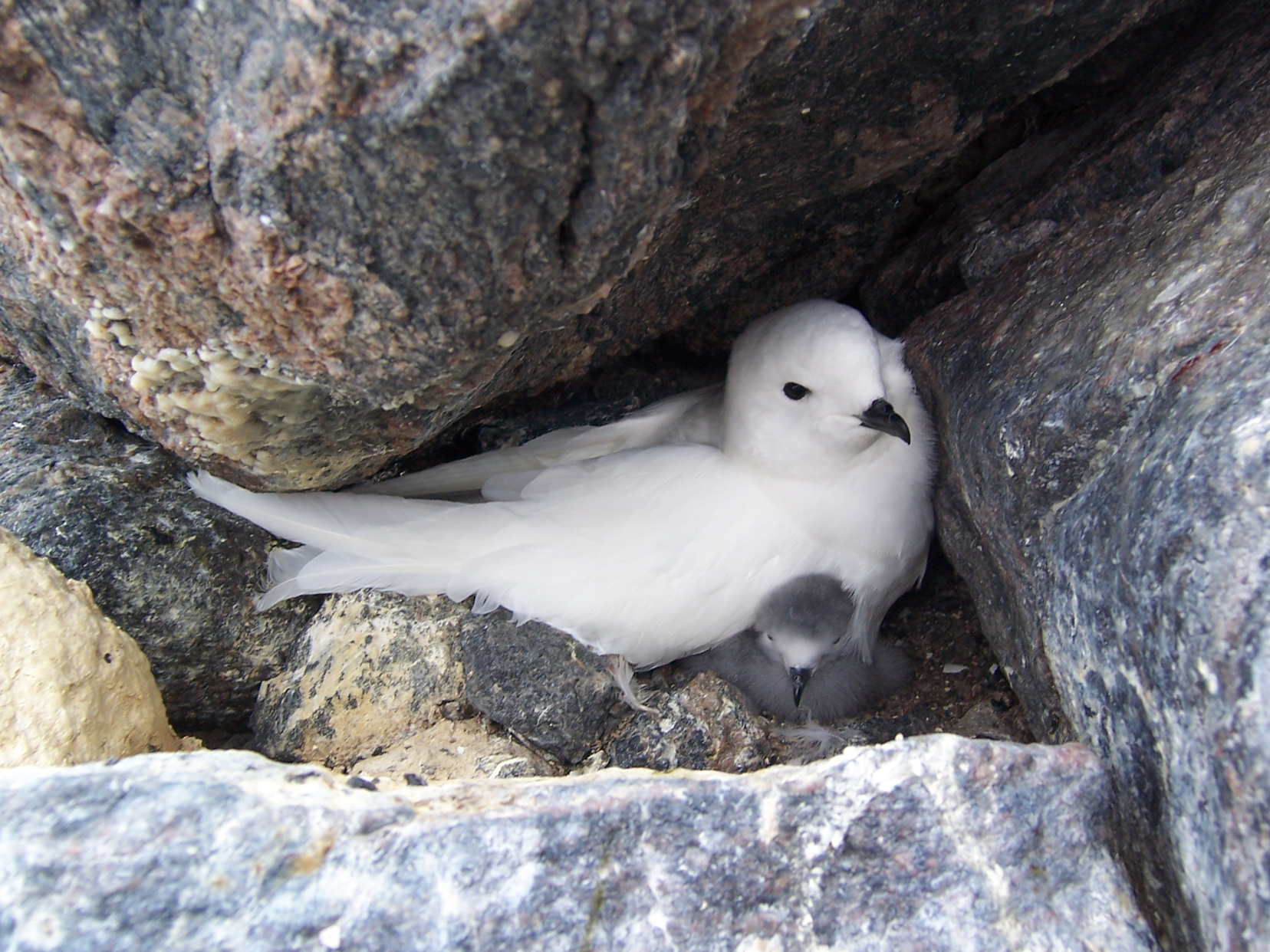
Fészkén ülő madár
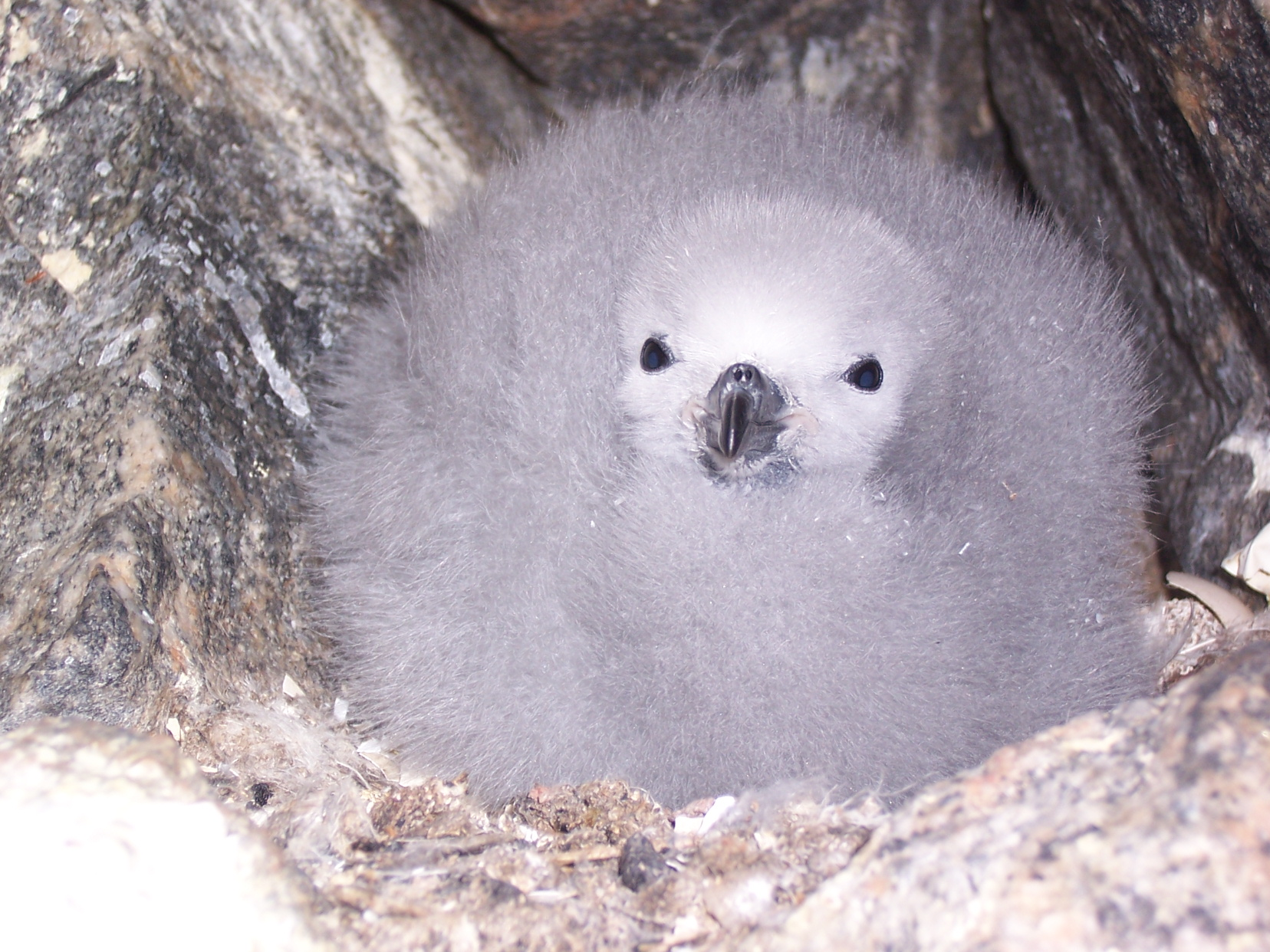
és egy fióka
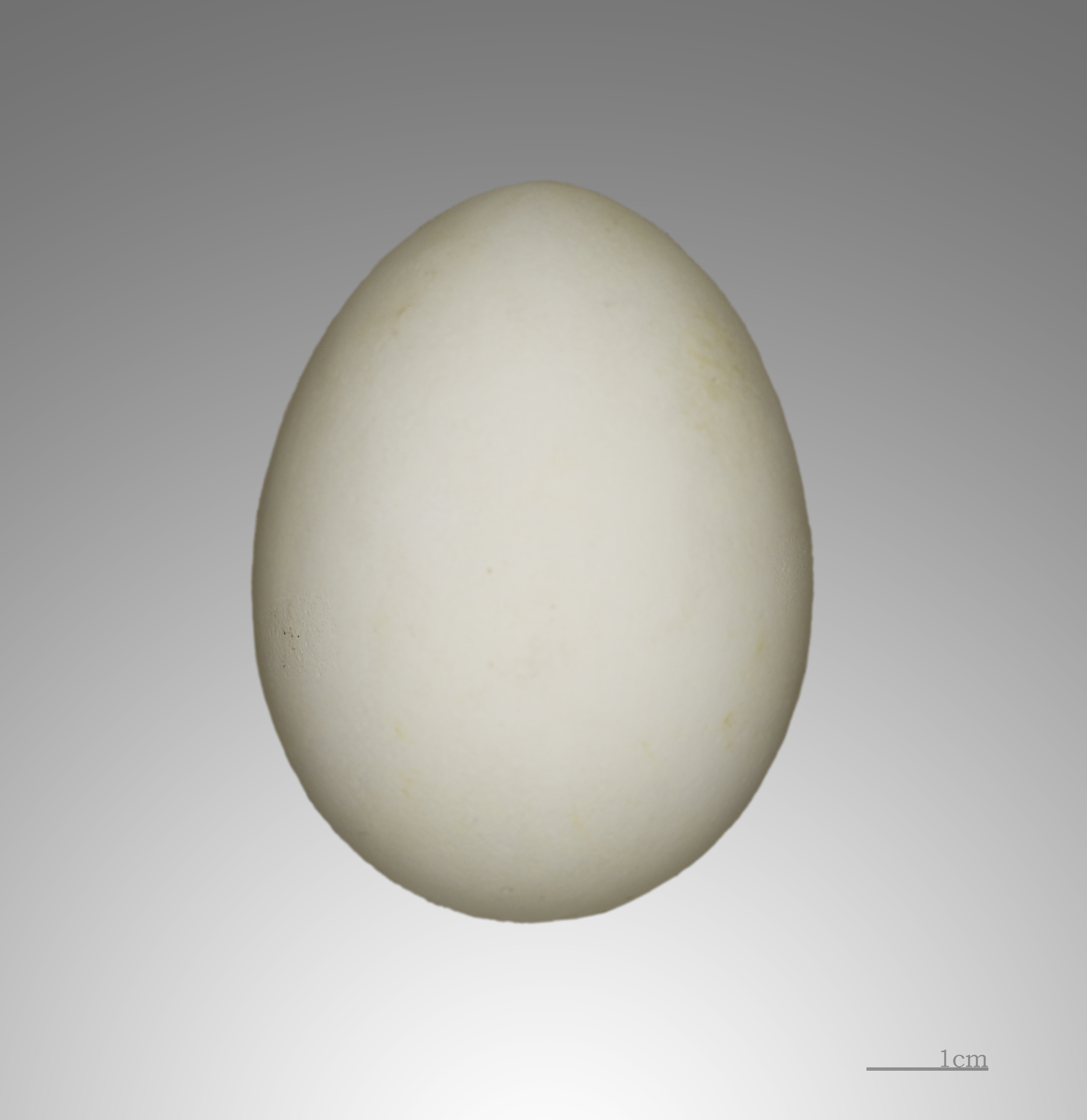
tojása

### Fordítás
- Ez a szócikk részben vagy egészben  a   Snow petrel című angol Wikipédia-szócikk ezen változatának fordításán alapul.  Az eredeti cikk szerkesztőit annak laptörténete sorolja fel. Ez a jelzés csupán a megfogalmazás eredetét és a szerzői jogokat jelzi, nem szolgál a cikkben szereplő információk forrásmegjelöléseként.